# Fine Young Cannibals
Fine Young Cannibals war eine britische Band, die 1984 in Birmingham gegründet wurde und hauptsächlich in der zweiten Hälfte der 1980er Jahre Erfolg hatte. Die größten Hits sind Johnny Come Home (1985), She Drives Me Crazy (1989) und Good Thing (1989).

## Geschichte
Benannt nach dem Jazzmelodram All the Fine Young Cannibals (dt. Titel: Früchte einer Leidenschaft) mit Natalie Wood aus dem Jahre 1960 kamen die Musiker in ihrer Heimatstadt Birmingham zusammen. Cox und Steele waren davor Mitglieder der Skaband The Beat. Mit ihren ersten, im Jahr 1985 erschienenen Singles Johnny Come Home und Blue sowie dem eigenwilligen, manchmal treibenden, manchmal melancholischen und jazzig-poppigen, sich dem Popmarkt aber nicht anbiedernden Musikstil sowie der souligen, sich oftmals verschluckenden Stimme von Roland Gift fanden die Fine Young Cannibals in Großbritannien schnell Beachtung und hatten auch in Deutschland und der Schweiz erste Erfolge.
Auch ihr Elvis-Cover Suspicious Minds fand Anklang. Weniger angetan waren die Fans der Buzzcocks von der Version des Titels Ever Fallen in Love (With Someone You Shouldn’t’ve), den die FYC 1986 zum Soundtrack des Films Gefährliche Freundin (Something Wild) beisteuerten.
Wie verabredet, wandten sich die Musiker in der Folge zunächst eigenen Projekten zu. Während Gift sich nicht ohne Erfolg im Film und auf der Bühne als Schauspieler erprobte, gründeten Cox und Steele das House-Music-Projekt Two Men, a Drum Machine and a Trumpet.
Das Anfang 1989 erschienene Album The Raw and the Cooked (benannt nach dem Buch Das Rohe und das Gekochte des Anthropologen Claude Lévi-Strauss) stürmte die internationalen Charts. Die Hitsingle She Drives Me Crazy hielt sich in Deutschland 16 Wochen lang in den Top 20 und erreichte dort den zweiten Platz. Trotz dieser Erfolge bewahrte die Band kritische Distanz zum Showgeschäft. Als sie für The Raw and the Cooked mit dem Brit Award ausgezeichnet werden sollten, gaben sie den Preis zurück, da sie sich im Zusammenhang mit der öffentlichen Verleihung nicht für einen Fototermin nebst Werbegelegenheit für die damalige britische Premierministerin Margaret Thatcher hergeben wollten.
Cox und Steele bearbeiteten das Album und veröffentlichten es Ende 1990 als The Raw and the Remix erneut. 1992 trennte sich die Band.
Ende 1996 erschien ein Greatest-Hits-Album mit einem eigens hierfür aufgenommenen neuen Stück. Im Rahmen der Super-Bowl-Übertragung wurde in einem Werbespot 2019 „She Drives Me Crazy“ verwendet. Darauf stiegen die Verkaufszahlen des Hits um über 2.000 % an.

## Diskografie

### Alben
| Jahr | Titel                | Höchstplatzierung, Gesamtwochen, AuszeichnungChartplatzierungen (Jahr, Titel, Platzierungen, Wochen, Auszeichnungen, Anmerkungen) | Höchstplatzierung, Gesamtwochen, AuszeichnungChartplatzierungen (Jahr, Titel, Platzierungen, Wochen, Auszeichnungen, Anmerkungen) | Höchstplatzierung, Gesamtwochen, AuszeichnungChartplatzierungen (Jahr, Titel, Platzierungen, Wochen, Auszeichnungen, Anmerkungen) | Höchstplatzierung, Gesamtwochen, AuszeichnungChartplatzierungen (Jahr, Titel, Platzierungen, Wochen, Auszeichnungen, Anmerkungen) | Höchstplatzierung, Gesamtwochen, AuszeichnungChartplatzierungen (Jahr, Titel, Platzierungen, Wochen, Auszeichnungen, Anmerkungen) | Anmerkungen                            |
| Jahr | Titel                | DE | AT | CH | UK | US | Anmerkungen                            |
| ---- | -------------------- | --- | --- | --- | --- | --- | -------------------------------------- |
| 1985 | Fine Young Cannibals | DE42 (6 Wo.)DE | — | CH17 (10 Wo.)CH | UK11 Gold · (27 Wo.)UK | US49 (28 Wo.)US | Erstveröffentlichung: 9. Dezember 1985 |
| 1989 | The Raw & the Cooked | DE3 Platin · (66 Wo.)DE | AT1 (20 Wo.)AT | CH2 Platin · (23 Wo.)CH | UK1 ×3Dreifachplatin · (66 Wo.)UK                                                                                                 | US1 ×2Doppelplatin · (63 Wo.)US                                                                                                   | Erstveröffentlichung: 20. Februar 1989 |

### Livealben
- 1986: Live at the Ritz; Spin Radio Concert (Promo)

### Kompilationen
| Jahr | Titel                    | Höchstplatzierung, Gesamtwochen, AuszeichnungChartplatzierungen (Jahr, Titel, Platzierungen, Wochen, Auszeichnungen, Anmerkungen) | Höchstplatzierung, Gesamtwochen, AuszeichnungChartplatzierungen (Jahr, Titel, Platzierungen, Wochen, Auszeichnungen, Anmerkungen) | Höchstplatzierung, Gesamtwochen, AuszeichnungChartplatzierungen (Jahr, Titel, Platzierungen, Wochen, Auszeichnungen, Anmerkungen) | Höchstplatzierung, Gesamtwochen, AuszeichnungChartplatzierungen (Jahr, Titel, Platzierungen, Wochen, Auszeichnungen, Anmerkungen) | Höchstplatzierung, Gesamtwochen, AuszeichnungChartplatzierungen (Jahr, Titel, Platzierungen, Wochen, Auszeichnungen, Anmerkungen) | Anmerkungen                             |
| Jahr | Titel                    | DE | AT | CH | UK | US | Anmerkungen                             |
| ---- | ------------------------ | --- | --- | --- | --- | --- | --------------------------------------- |
| 1990 | The Raw & the Remix      | DE38 (12 Wo.)DE | — | — | UK61 (1 Wo.)UK | — | Erstveröffentlichung: 12. Dezember 1990 |
| 1996 | The Finest – The Best Of | DE47 (9 Wo.)DE | AT22 (15 Wo.)AT | — | UK10 Platin · (14 Wo.)UK | — | Erstveröffentlichung: 11. November 1996 |

Weitere Kompilationen
- 2006: The Platinum Collection
- 2009: She Drives Me Crazy – The Best Of (2 CDs)
- 2012: The Collection

### Singles
| Jahr | Titel Album                                        | Höchstplatzierung, Gesamtwochen, AuszeichnungChartplatzierungen (Jahr, Titel, Album, Platzierungen, Wochen, Auszeichnungen, Anmerkungen) | Höchstplatzierung, Gesamtwochen, AuszeichnungChartplatzierungen (Jahr, Titel, Album, Platzierungen, Wochen, Auszeichnungen, Anmerkungen) | Höchstplatzierung, Gesamtwochen, AuszeichnungChartplatzierungen (Jahr, Titel, Album, Platzierungen, Wochen, Auszeichnungen, Anmerkungen) | Höchstplatzierung, Gesamtwochen, AuszeichnungChartplatzierungen (Jahr, Titel, Album, Platzierungen, Wochen, Auszeichnungen, Anmerkungen) | Höchstplatzierung, Gesamtwochen, AuszeichnungChartplatzierungen (Jahr, Titel, Album, Platzierungen, Wochen, Auszeichnungen, Anmerkungen) | Höchstplatzierung, Gesamtwochen, AuszeichnungChartplatzierungen (Jahr, Titel, Album, Platzierungen, Wochen, Auszeichnungen, Anmerkungen) | Anmerkungen                                                                   | [↑]: gemeinsam behandelt mit vorhergehendem Eintrag; [←]: in beiden Charts platziert |
| Jahr | Titel Album                                        | DE | AT | CH | UK | US | Dance | Anmerkungen                                                                   |                                                                                      |
| ---- | -------------------------------------------------- | --- | --- | --- | --- | --- | --- | ----------------------------------------------------------------------------- | ------------------------------------------------------------------------------------ |
| 1985 | Johnny Come Home Fine Young Cannibals              | DE16 (13 Wo.)DE | — | CH15 (7 Wo.)CH | UK8 (13 Wo.)UK | US76 (5 Wo.)US | Dance9 (11 Wo.)Dance | Erstveröffentlichung: 27. Mai 1985                                            |                                                                                      |
| 1985 | Blue Fine Young Cannibals                          | — | — | — | UK41 (7 Wo.)UK | —[Dance: ↑] | Dance9 (11 Wo.)Dance | Erstveröffentlichung: 28. Oktober 1985                                        |                                                                                      |
| 1985 | Suspicious Minds Fine Young Cannibals              | DE37 (7 Wo.)DE | — | — | UK8 (9 Wo.)UK | — | Dance23 (7 Wo.)Dance | Erstveröffentlichung: Dezember 1985                                           |                                                                                      |
| 1986 | Funny How Love Is Fine Young Cannibals             | — | — | — | UK58 (4 Wo.)UK | — | — | Erstveröffentlichung: März 1986                                               |                                                                                      |
| 1986 | Ever Fallen in Love The Raw & the Cooked           | DE19 (14 Wo.)DE | — | — | UK9 (10 Wo.)UK | — | Dance11 (11 Wo.)Dance | Erstveröffentlichung: November 1986                                           |                                                                                      |
| 1987 | Tired of Getting Pushed Around The Raw & the Remix | — | — | — | UK18 (8 Wo.)UK | — | — | Erstveröffentlichung: Dezember 1987 als Two Men, a Drum Machine and a Trumpet |                                                                                      |
| 1988 | She Drives Me Crazy The Raw & the Cooked           | DE2 Gold · (23 Wo.)DE | AT1 (18 Wo.)AT | CH3 (18 Wo.)CH | UK5 Platin · (13 Wo.)UK | US1 Gold · (23 Wo.)US | Dance1 (11 Wo.)Dance | Erstveröffentlichung: 26. Dezember 1988                                       |                                                                                      |
| 1989 | Good Thing The Raw & the Cooked                    | DE8 (18 Wo.)DE | AT12 (10 Wo.)AT | CH12 (8 Wo.)CH | UK7 Silber · (9 Wo.)UK | US1 (17 Wo.)US | Dance20 (6 Wo.)Dance | Erstveröffentlichung: 3. April 1989                                           |                                                                                      |
| 1989 | Don’t Look Back The Raw & the Cooked               | DE29 (13 Wo.)DE | — | — | UK34 (4 Wo.)UK | US11 (12 Wo.)US | — | Erstveröffentlichung: 25. August 1989                                         |                                                                                      |
| 1989 | I’m Not the Man I Used to Be The Raw & the Cooked  | DE33 (17 Wo.)DE | AT29 (1 Wo.)AT | — | UK20 (10 Wo.)UK | US54 (6 Wo.)US | Dance8 (10 Wo.)Dance | Erstveröffentlichung: 6. November 1989                                        |                                                                                      |
| 1990 | I’m Not Satisfied The Raw & the Cooked             | DE66 (6 Wo.)DE | — | — | UK46 (3 Wo.)UK | US90 (3 Wo.)US | — | Erstveröffentlichung: 12. Februar 1990                                        |                                                                                      |
| 1990 | It’s Ok (It’s Alright) The Raw & the Cooked        | DE44 (13 Wo.)DE | — | — | — | — | — | Erstveröffentlichung: Oktober 1990                                            |                                                                                      |
| 1996 | Flame The Finest – The Best Of                     | DE65 (10 Wo.)DE | AT40 (1 Wo.)AT | — | UK17 (3 Wo.)UK | — | — | Erstveröffentlichung: 21. Oktober 1996                                        |                                                                                      |

Weitere Singles
- 1989: Fine Young Cannibals (EP)
- 1990: FYC (3× 12inch Vinyl, Limited Edition, Promo)
- 1996: Tell Me What

## Auszeichnungen für Musikverkäufe
| Goldene Schallplatte - Hongkong - 1990: für das Album The Raw and the Cooked - Kanada - 1989: für die Single She Drives Me Crazy - Neuseeland - 1989: für das Album Fine Young Cannibals - 1997: für das Album The Finest – The Best Of - Schweden - 1990: für das Album The Raw and the Cooked - 1990: für die Single She Drives Me Crazy - Spanien - 1990: für das Album The Raw and the Cooked - 2024: für die Single She Drives Me Crazy 2× Goldene Schallplatte - Frankreich - 1990: für das Album The Raw and the Cooked | Platin-Schallplatte - Australien - 1989: für die Single She Drives Me Crazy - 1990: für das Album The Raw and the Cooked - Kanada - 1989: für das Album Fine Young Cannibals - Neuseeland - 2021: für die Single She Drives Me Crazy 4× Platin-Schallplatte - Neuseeland - 1989: für das Album The Raw and the Cooked 6× Platin-Schallplatte - Kanada - 1990: für das Album The Raw and the Cooked |

Anmerkung: Auszeichnungen in Ländern aus den Charttabellen bzw. Chartboxen sind in ebendiesen zu finden.
| Land/RegionAuszeichnungen für Musikverkäufe (Land/Region, Auszeichnungen, Verkäufe, Quellen) | Silber  | Gold       | Platin       | Verkäufe  | Quellen                       |
| -------------------------------------------------------------------------------------------- | ------- | ---------- | ------------ | --------- | ----------------------------- |
| Australien (ARIA)                                                                            | —       | —          | 2× Platin2   | 140.000   | aria.com.au AU2               |
| Deutschland (BVMI)                                                                           | —       | Gold1      | Platin1      | 750.000   | musikindustrie.de             |
| Frankreich (SNEP)                                                                            | —       | 2× Gold2   | —            | 200.000   | infodisc.fr                   |
| Hongkong (IFPI/HKRIA)                                                                        | —       | Gold1      | —            | 10.000    | ifpihk.org                    |
| Kanada (MC)                                                                                  | —       | Gold1      | 7× Platin7   | 750.000   | musiccanada.com               |
| Neuseeland (RMNZ)                                                                            | —       | 2× Gold2   | 5× Platin5   | 127.500   | aotearoamusiccharts.co.nz NZ2 |
| Schweden (IFPI)                                                                              | —       | 2× Gold2   | —            | 75.000    | sverigetopplistan.se          |
| Schweiz (IFPI)                                                                               | —       | —          | Platin1      | 50.000    | hitparade.ch                  |
| Spanien (Promusicae)                                                                         | —       | 2× Gold2   | —            | 80.000    | elportaldemusica.es ES2       |
| Vereinigte Staaten (RIAA)                                                                    | —       | Gold1      | 2× Platin2   | 2.500.000 | riaa.com                      |
| Vereinigtes Königreich (BPI)                                                                 | Silber1 | Gold1      | 5× Platin5   | 2.100.000 | bpi.co.uk                     |
| Insgesamt                                                                                    | Silber1 | 13× Gold13 | 23× Platin23 |           |                               |

## Film
- Im Kinofilm Tin Men (1987) hat die Band einen Gastauftritt mit Good Thing.